# Мунайкинское сельское поселение
Мунайкинское се́льское поселе́ние — муниципальное образование в Менделеевском районе Татарстана Российской Федерации.
Административный центр — деревня Мунайка.

## История
Статус и границы сельского поселения установлены Законом Республики Татарстан от 31 января 2005 года № 29-ЗРТ «Об установлении границ территорий и статусе муниципального образования "Менделеевский муниципальный район" и муниципальных образований в его составе».

## Население
| 2010 | 2011 | 2012 | 2013 | 2014 | 2015 | 2016 |
| ---- | ---- | ---- | ---- | ---- | ---- | ---- |
| 494  | ↗495 | ↘493 | ↗503 | ↗513 | ↗531 | ↘526 |
| 2017 | 2018 |      |      |      |      |      |
| ↘516 | ↘512 |      |      |      |      |      |

## Состав сельского поселения
| № | Населённый пункт | Тип населённого пункта          | Население |
| - | ---------------- | ------------------------------- | --------- |
| 1 | Мунайка          | деревня, административный центр | ↘516      |